# Susana Diazayas
Susana Arlett Diazayas Jimeno (Ciudad de México, 26 de febrero de 1979), conocida profesionalmente como Susana Diazayas, es una actriz y modelo mexicana. Fue concursante del certamen de belleza Nuestra Belleza México de 2000.[cita requerida]

## Filmografía
| Año       | Título                         | Papel                     | Notas                          |
| --------- | ------------------------------ | ------------------------- | ------------------------------ |
| 2004      | Rubí                           | Carmen                    |                                |
| 2004–2005 | Misión S.O.S                   | Daniela                   |                                |
| 2005      | La madrastra                   | Papel desconocido         |                                |
| 2005–2006 | Barrera de amor                | Valeria Valladolid Galván |                                |
| 2006–2007 | Las dos caras de Ana           | Sofía Ortega              |                                |
| 2007      | Mujer, casos de la vida real   | Diversos papeles          |                                |
| 2008      | El juramento                   | Rosita                    |                                |
| 2008      | Vecinos                        | Ella misma                |                                |
| 2009      | Los simuladores                | Papel desconocido         |                                |
| 2009–2010 | Hasta que el dinero nos separe | Cristina                  |                                |
| 2010      | Cuando me enamoro              | Inés Fonseca              |                                |
| 2010      | Decisiones extremas            | Valentina                 | Episodio: "Por amor a mi hija" |
| 2010–2011 | Triunfo del amor               | Nathy Duval               |                                |
| 2010–2023 | La rosa de Guadalupe           | Diversos papeles          |                                |
| 2011      | Historias delirantes           | Lorena                    |                                |
| 2011–2012 | Esperanza del corazón          | Dama de honor             |                                |
| 2012–2013 | Qué bonito amor                | Wendy Martínez            |                                |
| 2015      | Lo imperdonable                | Maestra Gaby              |                                |
| 2015–2023 | Como dice el dicho             | Diversos papeles          |                                |
| 2020      | Esta historia me suena         | Laura                     |                                |
| 2021      | Lo que la gente cuenta         | Ana                       |                                |
| 2021      | Un día para vivir              | María Elena               |                                |
| 2022      | Corazón guerrero               | Lorena Pullada            | Papel recurrente               |
| 2022      | Rutas de la vida               | Alejandra                 |                                |

Teatro
- No hay burlas con el amor (2010)
- Soltera pero no sola (2013–2019)